# Danh sách phái bộ ngoại giao của Đài Loan

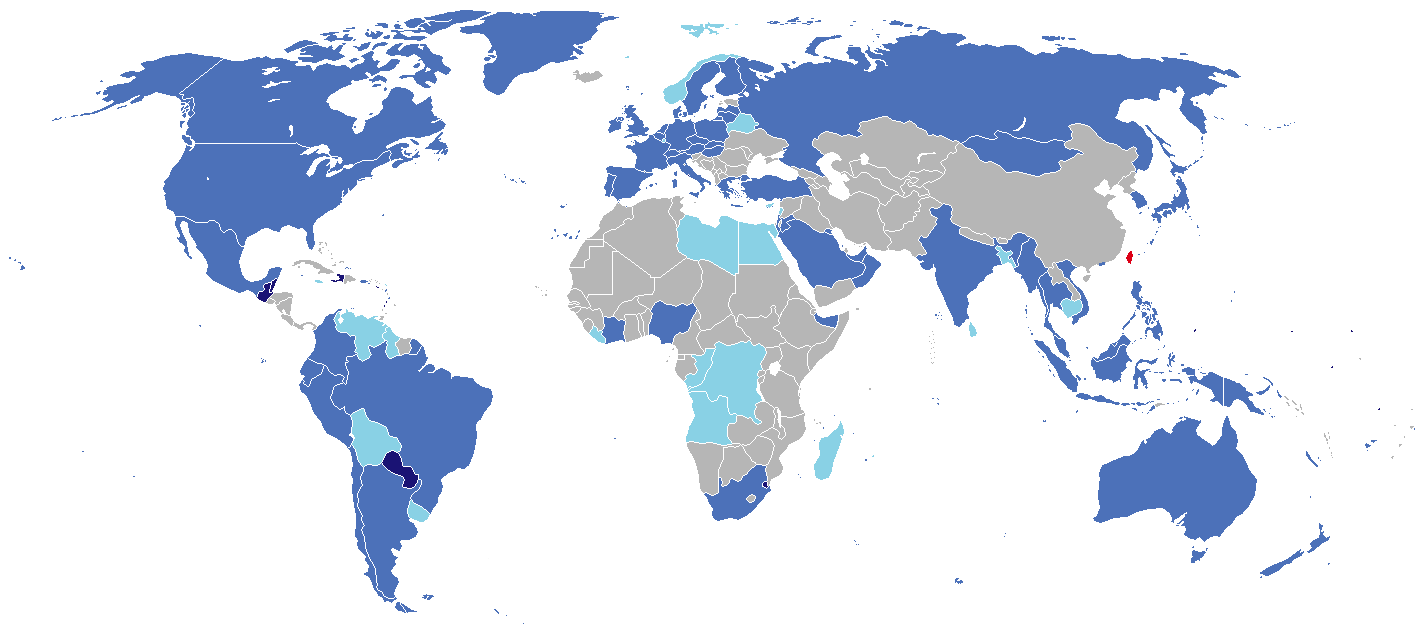
Quốc gia có cơ cấu đại diện phi chính thức
Quốc gia có đại sứ quán
Lãnh thổ thống trị thực tế của Trung Hoa Dân Quốc

Do thất bại trong Nội chiến Quốc-Cộng năm 1949, Chính phủ Trung Hoa Dân Quốc di dời từ thủ đô Nam Kinh đến Đài Bắc, Đài Loan. Ngày 25 tháng 10 năm 1971, Đại hội đồng Liên Hợp Quốc thông qua Nghị quyết số 2758 để nước Cộng hòa Nhân dân Trung Hoa trở thành đại biểu hợp pháp cho Trung Quốc, đại biểu của Trung Hoa Dân Quốc do vậy rút lui. Thêm vào đó, năm 1979 Hoa Kỳ lập quan hệ ngoại giao với Trung Quốc đại lục, không còn thừa nhận Trung Hoa Dân Quốc. Từ đó, Trung Hoa Dân Quốc dần để mất thừa nhận chính thức của đại bộ phận quốc gia trên thế giới, hiện chỉ còn 22 quốc gia có quan hệ ngoại giao chính thức cấp đại sứ.
Nhằm duy trì giao lưu chính trị, kinh tế với các quốc gia không có quan hệ ngoại giao, Trung Hoa Dân Quốc thiết lập các cơ cấu đại diện ngoại giao phi chính thức, thủ trưởng cơ cấu này do Bộ Ngoại giao phái đi, cơ cấu phụ trách các vấn đề vốn là nghiệp vụ của đại sứ quán hoặc lãnh sự quán, như phát hộ chiếu, thị thực, viện trợ dân sự, giao lưu mậu dịch, văn hóa và kinh tế. Đại bộ phận cơ cấu thường trú tại ngoại quốc được gọi là "Văn phòng Đại diện Kinh tế và Văn hóa Đài Bắc", chỉ một số quốc gia khá hữu hảo mới cho phép sử dụng quốc danh Trung Hoa Dân Quốc hoặc danh xưng Đài Loan. Hiện tại, 62 quốc gia có cơ cấu đại điện ngoại giao phi chính thức, tổng cộng có 83 quốc gia có đại sứ quán hoặc văn phòng đại diện tại Đài Bắc.
Từ ngày 1 tháng 9 năm 2012 trở đi, danh xưng chức vụ của nhân viên ngoại giao thường trú tại ngoại quốc được thống nhất là theo quan hàm chính thức, người đứng đầu cơ cấu thường trú tại ngoại quốc đều gọi là đại sứ, giải quyết vấn đề danh xưng chức vụ của nhân viên tại đại sứ quán, tổng lãnh sự quán, văn phòng đại diện, văn phòng bị phức tạp, dễ nhầm lẫn.
Do Hồng Kông, Ma Cao là các khu hành chính đặc biệt của nước Cộng hòa Nhân dân Trung Hoa, và theo hiến pháp thuộc lãnh thổ Trung Hoa Dân Quốc, do đó cơ quan chủ quản văn phòng đại diện tại hai nơi này là Ủy ban Đại lục của Hành chính viện, thay vì Bộ Ngoại giao.

## Châu Á

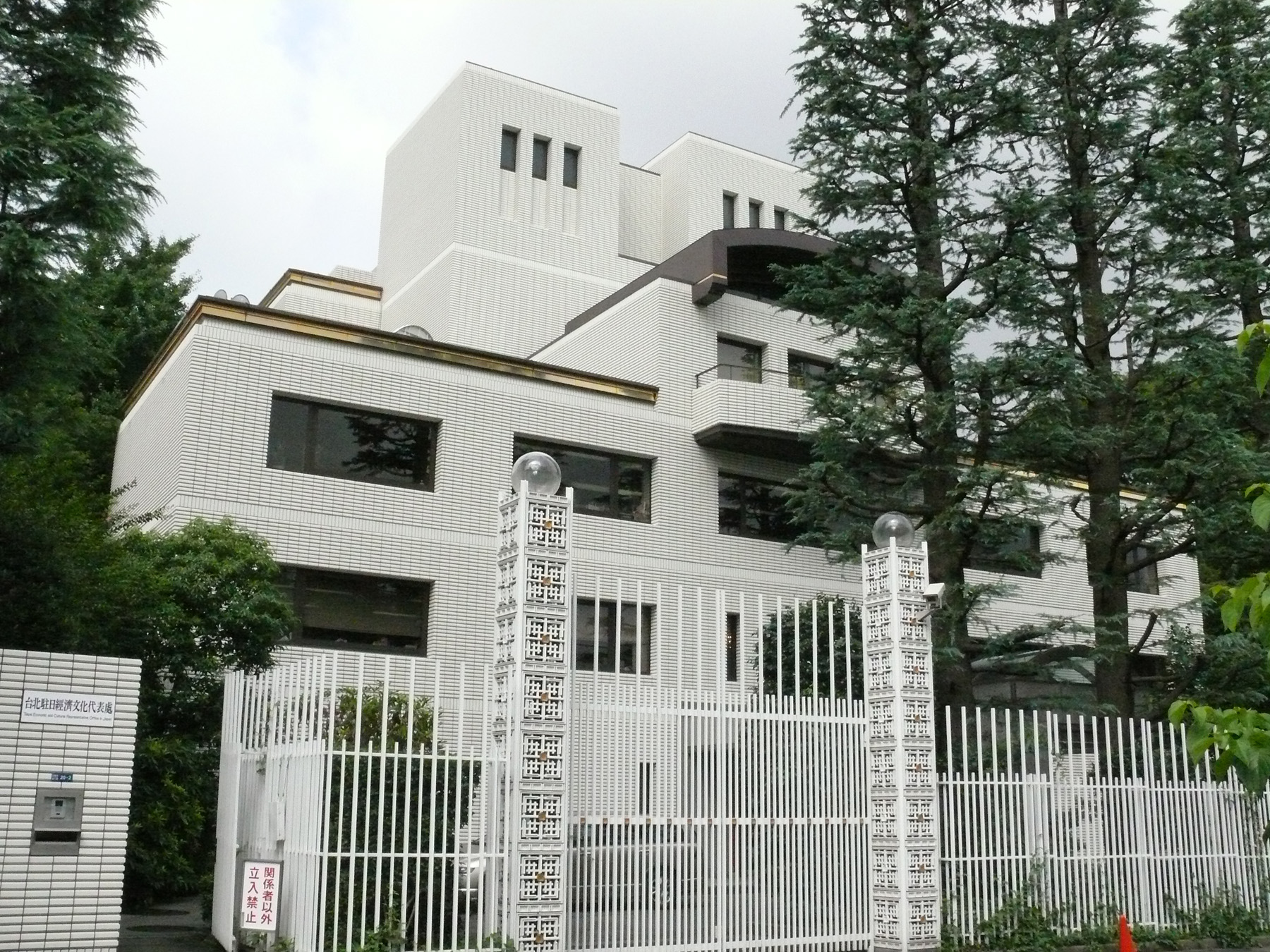
Văn phòng Đại diện Kinh tế và Văn hóa Đài Bắc tại Nhật Bản

| Quốc gia và Lãnh thổ | Thành phố thường trú  | Cơ cấu ngoại giao              | Quốc gia/tổ chức kiêm nhiệm                        |
| -------------------- | --------------------- | ------------------------------ | -------------------------------------------------- |
| Bahrain              | Manama                | Phái đoàn đại diện             |                                                    |
| Brunei               | Bandar Seri Begawan   | Văn phòng                      |                                                    |
| Hồng Kông            | Hồng Kông             | Văn phòng                      |                                                    |
| Ấn Độ                | New Delhi             | Văn phòng đại diện (Trung tâm) | Bangladesh · Nepal · Bhutan · Sri Lanka · Maldives |
| Ấn Độ                | Chennai               | Văn phòng                      |                                                    |
| Indonesia            | Jakarta               | Văn phòng đại diện             |                                                    |
| Indonesia            | Surabaya              | Văn phòng                      |                                                    |
| Israel               | Tel Aviv              | Văn phòng đại diện             | Palestine                                          |
| Nhật Bản             | Tokyo                 | Văn phòng đại diện             |                                                    |
| Nhật Bản             | Fukuoka               | Văn phòng                      |                                                    |
| Nhật Bản             | Naha                  | Văn phòng                      |                                                    |
| Nhật Bản             | Osaka                 | Văn phòng                      |                                                    |
| Nhật Bản             | Sapporo               | Văn phòng                      |                                                    |
| Nhật Bản             | Yokohama              | Văn phòng                      |                                                    |
| Jordan               | Amman                 | Văn phòng đại diện             |                                                    |
| Kuwait               | Thành phố Kuwait      | Văn phòng đại diện             |                                                    |
| Ma Cao               | Ma Cao                | Văn phòng                      |                                                    |
| Malaysia             | Kuala Lumpur          | Văn phòng đại diện             |                                                    |
| Mông Cổ              | Ulaanbaatar           | Văn phòng đại diện             |                                                    |
| Oman                 | Muscat, Oman          | Văn phòng đại diện             |                                                    |
| Philippines          | Manila                | Văn phòng                      |                                                    |
| Hàn Quốc             | Seoul                 | Phái bộ đại diện               |                                                    |
| Hàn Quốc             | Busan                 | Văn phòng                      |                                                    |
| Singapore            | Singapore             | Văn phòng đại diện             | Pakistan                                           |
| Thái Lan             | Bangkok               | Văn phòng                      |                                                    |
| Ả Rập Xê Út          | Riyadh                | Văn phòng đại diện             |                                                    |
| Ả Rập Xê Út          | Jeddah                | Văn phòng                      |                                                    |
| UAE                  | Dubai                 | Văn phòng                      |                                                    |
| Việt Nam             | Hà Nội                | Văn phòng đại diện             | Lào                                                |
| Việt Nam             | Thành phố Hồ Chí Minh | Văn phòng                      | Campuchia                                          |
| Nga                  | Moskva                | Văn phòng đại diện             | Cộng đồng các Quốc gia Độc lập                     |
| Thổ Nhĩ Kỳ           | Ankara                | Phái đoàn đại diện             |                                                    |
| Myanmar              | Yangon                | Văn phòng đại diện             |                                                    |

## Châu Đại Dương
| Quốc gia và Lãnh thổ | Thành phố thường trú | Cơ cấu ngoại giao  | Quốc gia/tổ chức kiêm nhiệm |
| -------------------- | -------------------- | ------------------ | --------------------------- |
| Úc                   | Canberra             | Văn phòng đại diện |                             |
| Úc                   | Brisbane             | Văn phòng          |                             |
| Úc                   | Melbourne            | Văn phòng          |                             |
| Úc                   | Sydney               | Văn phòng          |                             |
| Fiji                 | Suva                 | Phái đoàn đại diện | Vanuatu Tonga Samoa         |
| Quần đảo Marshall    | Majuro               | Đại sứ quán        |                             |
| New Zealand          | Wellington           | Văn phòng đại diện |                             |
| New Zealand          | Auckland             | Văn phòng          |                             |
| Palau                | Melekeok             | Đại sứ quán        |                             |
| Papua New Guinea     | Port Moresby         | Phái đoàn đại diện |                             |
| Tuvalu               | Funafuti             | Đại sứ quán        |                             |

## Châu Âu

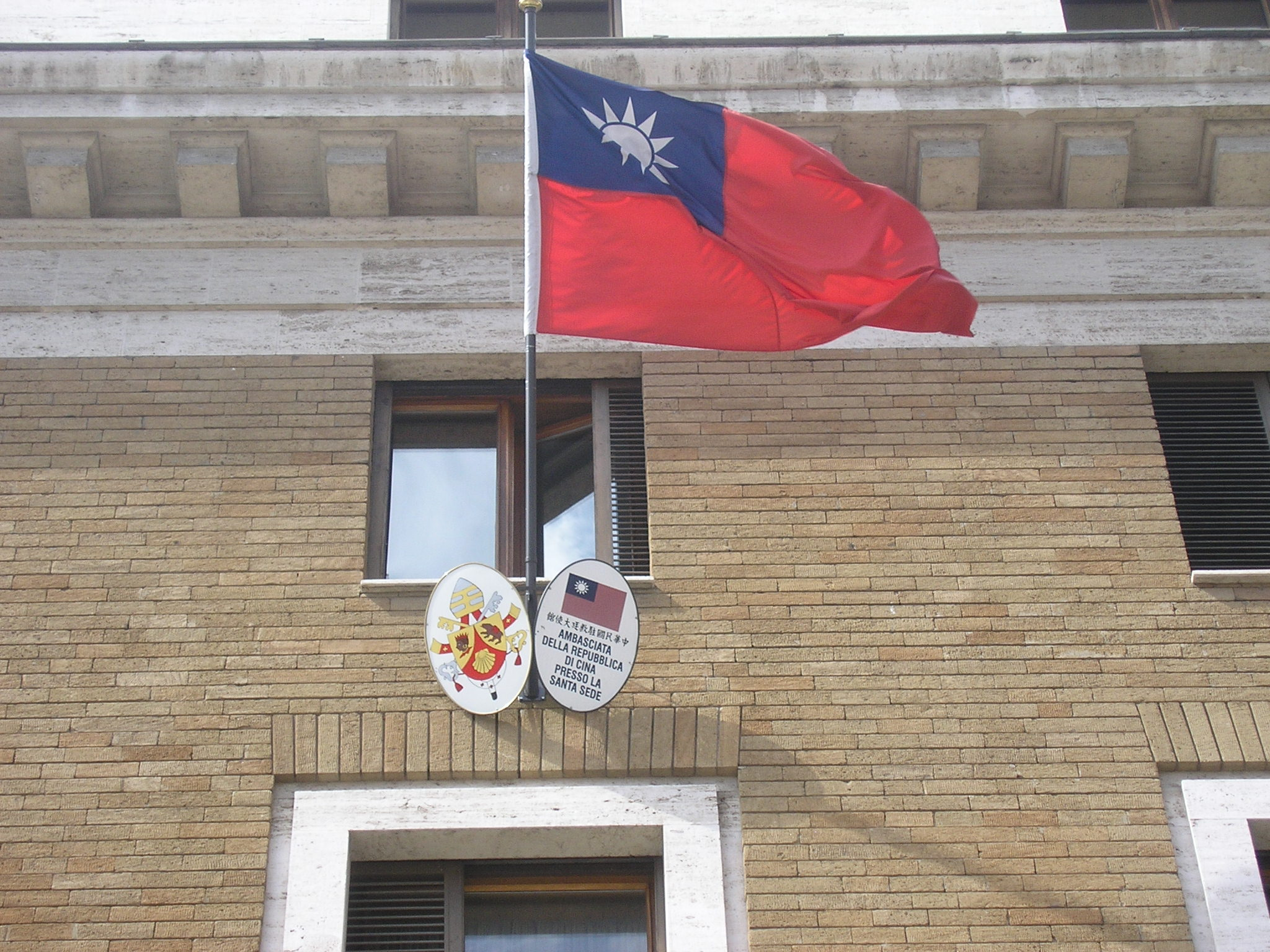
Đại sứ quán Trung Hoa Dân Quốc tại Vatican

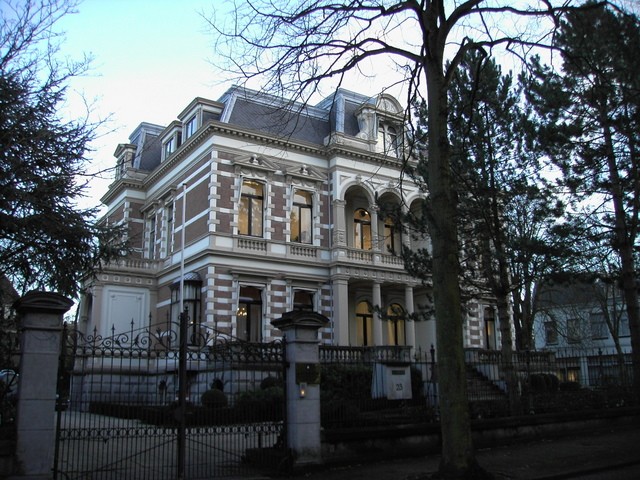
Văn phòng Đại diện Đài Bắc tại Hà Lan

| Quốc gia và Lãnh thổ | Thành phố thường trú | Cơ cấu ngoại giao                                                                    | Quốc gia/tổ chức kiêm nhiệm    |
| -------------------- | -------------------- | ------------------------------------------------------------------------------------ | ------------------------------ |
| Áo                   | Viên                 | Văn phòng đại diện                                                                   |                                |
| Bỉ                   | Bruxelles            | Văn phòng đại diện                                                                   | Liên minh châu Âu · Luxembourg |
| Cộng hòa Séc         | Praha                | Văn phòng đại diện                                                                   |                                |
| Đan Mạch             | Copenhagen           | Văn phòng đại diện                                                                   | Iceland                        |
| Phần Lan             | Helsinki             | Văn phòng đại diện                                                                   |                                |
| Pháp                 | Paris                | Văn phòng đại diện                                                                   |                                |
| Pháp                 | Aix-en-Provence      | Văn phòng                                                                            |                                |
| Đức                  | Berlin               | Văn phòng đại diện                                                                   |                                |
| Đức                  | München              | Văn phòng                                                                            |                                |
| Đức                  | Hamburg              | Văn phòng                                                                            |                                |
| Đức                  | Frankfurt am Main    | Văn phòng                                                                            |                                |
| Hy Lạp               | Athens               | Văn phòng đại diện                                                                   | Bulgaria · Síp · Bắc Macedonia |
| Thành Vatican        | Thành Vatican        | Đại sứ quán                                                                          |                                |
| Hungary              | Budapest             | Văn phòng đại diện                                                                   |                                |
| Ireland              | Dublin               | Văn phòng đại diện                                                                   |                                |
| Ý                    | Roma                 | Văn phòng đại diện                                                                   |                                |
| Latvia               | Riga                 | Phái đoàn đại diện                                                                   | Estonia                        |
| Litva                | Vilnius              | Văn phòng đại diện                                                                   |                                |
| Hà Lan               | La Haye              | Văn phòng đại diện                                                                   |                                |
| Ba Lan               | Warszawa             | Văn phòng                                                                            |                                |
| Bồ Đào Nha           | Lisboa               | Văn phòng đại diện (Trung tâm văn hóa)                                               |                                |
| Slovakia             | Bratislava           | Văn phòng đại diện                                                                   |                                |
| Tây Ban Nha          | Madrid               | Văn phòng                                                                            |                                |
| Thụy Điển            | Stockholm            | Phái đoàn đại diện                                                                   |                                |
| Thụy Sĩ              | Bern                 | Phái đoàn đại diện                                                                   | Khu vực Đức ngữ, Ý ngữ         |
| Thụy Sĩ              | Genève               | Văn phòng                                                                            | Khu vực Pháp ngữ               |
| Anh Quốc             | Luân Đôn             | Văn phòng đại diện (Bộ Ngoại giao, Kinh tế, Ủy ban Giám sát Tài chính chung cơ quan) |                                |
| Anh Quốc             | Edinburgh            | Văn phòng                                                                            |                                |

## Châu Phi

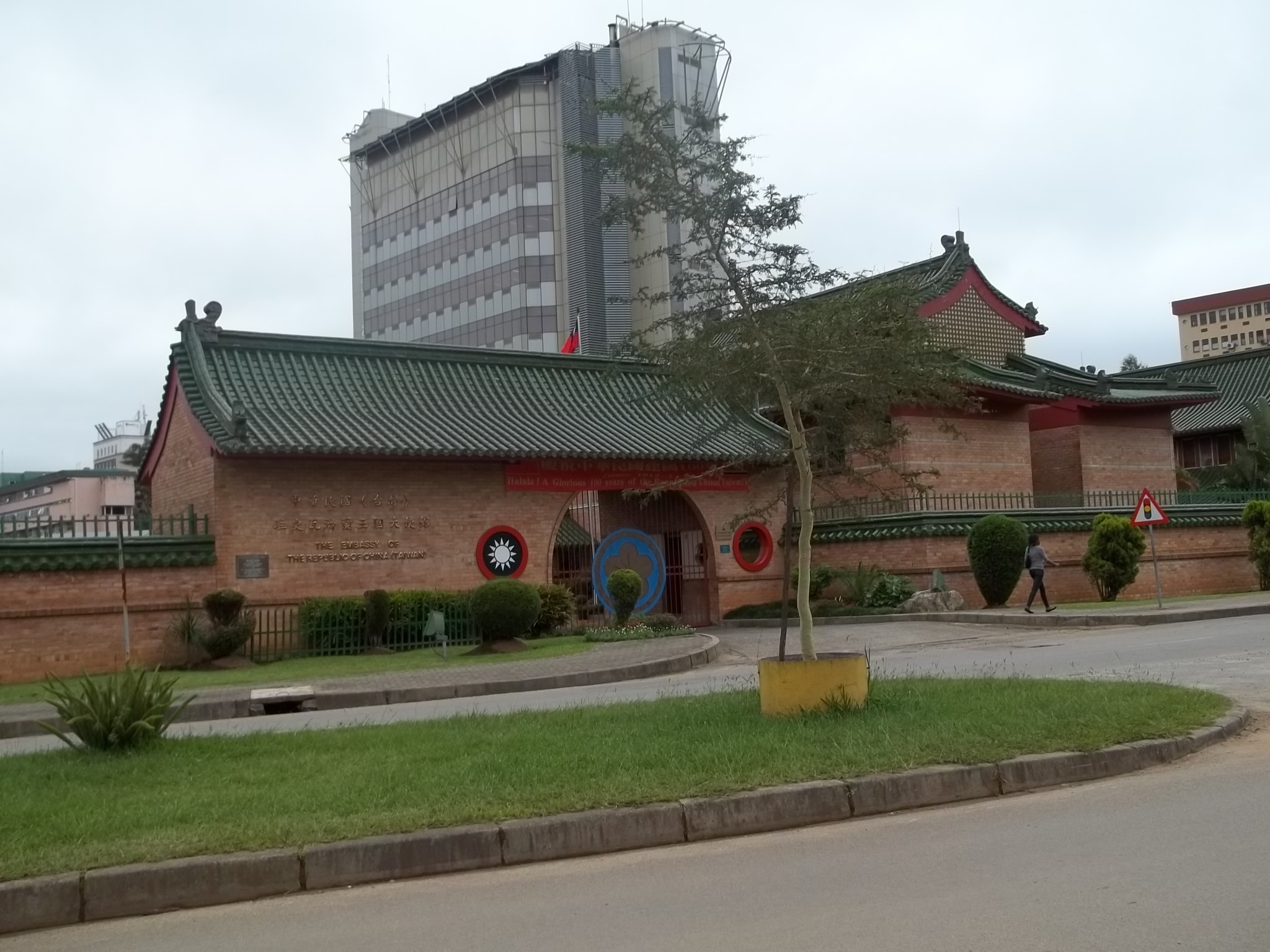
Đại sứ quán Trung Hoa Dân Quốc tại Eswatini

| Quốc gia và Lãnh thổ | Thành phố thường trú | Cơ cấu ngoại giao  |
| -------------------- | -------------------- | ------------------ |
| Nigeria              | Abuja                | Phái đoàn đại diện |
| Somaliland           | Hargeisa             | Văn phòng đại diện |
| Nam Phi              | Pretoria             | Văn phòng đại diện |
| Nam Phi              | Cape Town            | Văn phòng          |
| Eswatini             | Mbabane              | Đại sứ quán        |

## Châu Mỹ
| Quốc gia và Lãnh thổ        | Thành phố thường trú | Cơ cấu ngoại giao                                                              |
| --------------------------- | -------------------- | ------------------------------------------------------------------------------ |
| Argentina                   | Buenos Aires         | Văn phòng                                                                      |
| Belize                      | Belmopan             | Đại sứ quán                                                                    |
| Brasil                      | Brasilia             | Văn phòng đại diện                                                             |
| Brasil                      | São Paulo            | Văn phòng                                                                      |
| Canada                      | Ottawa               | Văn phòng đại diện                                                             |
| Canada                      | Toronto              | Văn phòng                                                                      |
| Canada                      | Vancouver            | Văn phòng                                                                      |
| Chile                       | Santiago de Chile    | Văn phòng đại diện                                                             |
| Colombia                    | Bogotá               | Văn phòng đại diện                                                             |
| Ecuador                     | Quito                | Văn phòng Thương vụ                                                            |
| Guatemala                   | Guatemala            | Đại sứ quán                                                                    |
| Haiti                       | Port-au-Prince       | Đại sứ quán                                                                    |
| México                      | Mexico               | Văn phòng đại diện                                                             |
| Paraguay                    | Asunción             | Đại sứ quán                                                                    |
| Paraguay                    | Ciudad del Este      | Tổng lãnh sự quán                                                              |
| Perú                        | Lima                 | Văn phòng đại diện                                                             |
| Saint Kitts và Nevis        | Basseterre           | Đại sứ quán                                                                    |
| Saint Lucia                 | Castries             | Đại sứ quán                                                                    |
| Hoa Kỳ                      | Washington, D.C.     | Văn phòng đại diện                                                             |
| Hoa Kỳ                      | Los Angeles          | Văn phòng                                                                      |
| Hoa Kỳ                      | Atlanta              | Văn phòng                                                                      |
| Hoa Kỳ                      | Boston               | Văn phòng                                                                      |
| Hoa Kỳ                      | Chicago              | Văn phòng                                                                      |
| Hoa Kỳ                      | Houston              | Văn phòng                                                                      |
| Hoa Kỳ                      | Denver               | Văn phòng                                                                      |
| Hoa Kỳ                      | Miami                | Văn phòng                                                                      |
| Hoa Kỳ                      | New York             | Văn phòng (Bộ Ngoại giao, Bộ Kinh tế, Ủy ban Giám sát Tài chính chung cơ quan) |
| Hoa Kỳ                      | San Francisco        | Văn phòng                                                                      |
| Hoa Kỳ                      | Seattle              | Văn phòng                                                                      |
| Hoa Kỳ                      | Honolulu             | Văn phòng                                                                      |
| Hoa Kỳ                      | Guam                 | Văn phòng                                                                      |
| Saint Vincent và Grenadines | Kingstown            | Đại sứ quán                                                                    |

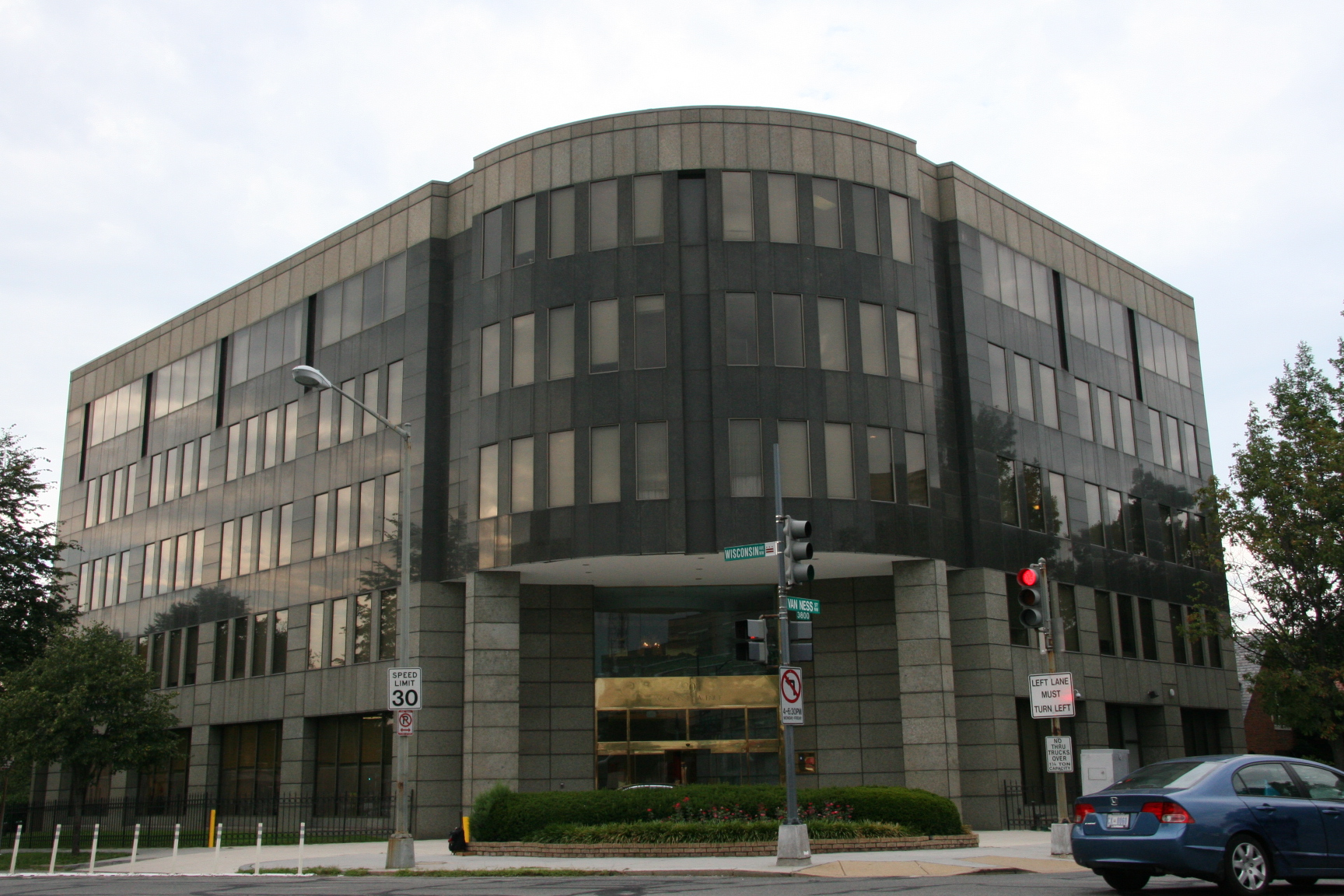
Văn phòng Đại diện Kinh tế và Văn hóa Đài Bắc tại Washington D.C.

**Riêng El Salvador đã cắt đứt quan hệ ngoại giao với Đài Loan sau khi ký kết ngoại giao với Trung Quốc.

## Tổ chức quốc tế
- Lĩnh vực thuế quan cá biệt Đài-Bành-Kim-Mã Đoàn đại biểu thường trú WTO (Genève)
- Văn phòng đại diện tại EU (kiêm nhiệm Bỉ và Luxembourgh)